# Entreprise nationale algérienne du forage
Entreprise nationale algérienne du forage (ENAFOR) en arabe : المؤسسة الوطنية للتنقيب, est une entreprise parapétrolière algérienne spécialisée dans le forage. Créée en 1966, elle est l'une des filiales de Sonatrach.

## Histoire
L'une des premières entreprises de forages et services pétroliers en Algérie ainsi qu'en Afrique, Enafor s'est créé en 1966 en tant qu'une filiale de Sonatrach pour le but de développer l'industrie énergétique au pays. Elle se dispose de plusieurs bases, des ateliers mécaniques, de stockages et de maintenances contenant les équipements nécessaires pour accomplir ses multiples missions.
Avec son capital expérience de plus de 45 années dans le domaine du forage pétrolier, ENAFOR excelle dans son domaine qui lui vaut aujourd’hui sa renommée incontestable sur le plan national et international. Opérant pour le compte de Sonatrach et ses opérateurs économiques étrangers, ENAFOR concentre son pôle opérationnel sur les deux principales activités que sont le forage et le work-over, (en plus de l’activité maintenance pétrolière et les activités de soutien telles que le transport et l’hôtellerie).
Les missions d'ENAFOR sont inscrites dans le cadre de la stratégie globale du groupe Sonatrach: participer activement au développement et à la reconstitution des réserves énergétiques pour les générations actuelles et futures. ENAFOR est certifiée ISO 9001 - 2008, ISO 14001-2004 et OHSAS 18001-2007 à l’issue de deux audits de surveillance de son Système de Management Intégré (SMQHSE) déroulés respectivement en juin 2012 et juin 2013.

## Activités
Les principales activités de la compagnie sont le forage et le Work-Over signifiant la recherche, la découverte et l'extraction des hydrocarbures dans les surfaces désertiques de l'Algérie qui sont célèbres par leurs différentes ressources naturelles (pétrole, gaz naturel, charbon, ...). Enafor s'engage avec des partenaires professionnels appartenant au différents pays du monde pour le but de s'ouvrir au marché international.
Voici une liste de quelques sociétés qui ont déjà signé un contrat de partenariat avec l'entreprise algérienne du forage pétrolier. British Petroleum, Total, BHP Billiton, Mobil, Repsol, Sonarco, Anadarko, Burlington Ressources, Sinopec, Amerada Hess, GTFT, First Calgary Petroleum, Statoil, Schlumberger, Medex, etc.